# قروش ملونة
قروش ملونة أو وبيغونغ (الاسم العلمي: Orectolobidae) هو الاسم الشائع الذي يطلق على 12 نوعًا من قرشيات سجادية في فصيلة Orectolobidae. توجد هذه الأسماك في المياه الضحلة المعتدلة والاستوائية في غرب المحيط الهادئ وشرق المحيط الهندي، وخاصة حول أستراليا وإندونيسيا، على الرغم من وجود نوع واحد (وبيغونغ ياباني، Orectolobus japonicus) في أقصى الشمال حتى اليابان. يُعتقد أن كلمة وبيغونغ جاءت من لغة السكان الأصليين الأستراليين، وتعني "اللحية الشعثاء"، في إشارة إلى نمو الشعيرات حول فم سمكة القرش في غرب المحيط الهادئ.